# Astathes cincta
Astathes cincta là một loài bọ cánh cứng trong họ Cerambycidae.